# Royal Naval Air Service

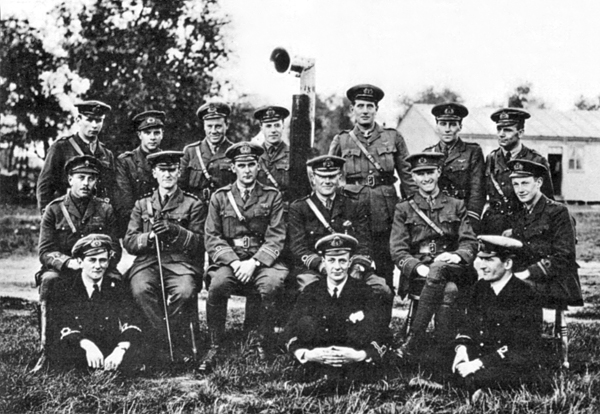
Personalul Nr 1 Escadron RNAS la sfârşitul anului 1914

Royal Naval Air Service sau RNAS era brațul aerian al Royal Navy până la sfârșitul Primului Război Mondial, câns s-a integrat în British Army's Royal Flying Corps de la RAF (Royal Air Force).

## Istoria
Când s-a fundat RFC (13 aprilie 1912) pentru a se îngloba toate forțele aeriene militare . Armata pe atunci nu avea nimic în comun cu aviația navală, a fost acoplat la un corp al armatei si repede s-a independizat. RNAS a fost recunoscut în 1 iulie 1914 de către primul Lord Amiralul Winston Churchill. Această nouă unitate era complet separată de RFC, exceptând antrenamente care continuau să le realizeze împreună în Eastchurch.
După terminarea Primului Război Mondial, RNAS avea mai multe forțe aeriene decât RFC. În 1 aprilie din 1918, RNAS s-a unit cu RFC creând Royal Air Force (RAF). În acele timpuri, forțele aeriene navale numărau 67.000 membrii, 2949 aparate, 103 vapoare și 126 stații de coastă.

Royal Navy a obținut propria unitate aeriană încă odată în 1937, cand Naval Air Branch s-a întors sub controlul Amiralului și a primit numele Fleet Air Arm (Brațul aerian al Flotei).